# Mondiana Pierre
Mondiana J'hanne Pierre (sinh ngày 23 tháng 8 năm 1996 tại Port-au-Prince) là một nữ hoàng sắc đẹp người Syria-Haiti, người đã đăng quang với tư cách là Hoa hậu Haiti năm 2014 và dự thi Hoa hậu Hoàn vũ ở Nga nhưng không được đặt.

## Hoa hậu Haiti 2014
Pierre Mondiana J'hanne đăng quang Hoa hậu Hoàn vũ Haiti 2014 và đại diện cho quốc gia trong cuộc thi Hoa hậu Hoàn vũ 2014 vào ngày 9 tháng 11 năm 2014 tại Moscow, Nga nhưng không thể vào bán kết.